# Richard Joseph Paul
Richard Joseph Paul (* 13. April 1962 in Arizona) ist ein US-amerikanischer Schauspieler.
Richard Joseph Paul ist seit Mitte der 1990er Jahre als Schauspieler für Film und Fernsehen tätig. 1994 spielte er die Hauptrolle des Zack Stone in Alien Desperados. Insgesamt wirkte er in 40 Produktionen mit. 

## Filmografie (Auswahl)
- 1987: Die Supertrottel (Revenge of the Nerds II: Nerds in Paradise)
- 1994: Alien Desperados (Oblivion)
- 1994: Knight Rider 2010
- 1995: Badlands
- 1996: Vampirella
- 1997: Wounded
- 1998: Running Woman
- 2003–2004: Criminal Intent – Verbrechen im Visier (Law & Order: Criminal Intent, Fernsehserie, 3 Folgen)
- 2013: 666 Park Avenue (Fernsehserie, 2 Folgen)